# معركة تيرويل
دارت معركة تيرويل خلال الحرب الأهلية الإسبانية ما بين ديسمبر 1937 وفبراير 1938، خلال أسوأ شتاء إسباني منذ 20 عامًا. كانت المعركة واحدة من أكثر الأحداث دموية في الحرب، تغيرت الجهات المسؤولة عن المدينة عدة مرات إذ سقطت أولاً في أيدي الجمهوريين ثم استعاد القوميون السيطرة عليها في النهاية. خلال القتال، تعرضت تيرويل لقصف مدفعي ثقيل، عانى المقاتلون من كلا الجانبين ما مجموعه أكثر من 140.000 ضحية في المعركة التي استمرت شهرين.

## الخلفية
كان القرار بالتحرك ضد تيرويل مدفوعًا بالعديد من الأولويات. بحلول عام 1937، أصبحت المدينة مشابهة للأراضي القومية التي أُدخلت في إسبانيا الجمهورية، وسيؤدي الاستيلاء عليها إلى تقصير خطوط الاتصال بين إسبانيا الجمهورية المركزية وفالنسيا على الساحل. كانت تيرويل محاطة من ثلاث جهات بإسبانيا الجمهورية. بالإضافة إلى ذلك، كانت رمزًا للقوة القومية في جبهة أراغون. أراد إنداليسيو برييتو، وزير الحرب في الجمهورية، تحقيق نصر مذهل يعكس جيدًا فترة ولايته ويظهر كيف يمكن للجيش أن يعمل في ظل إعادة تنظيمه. ساعد الانتصار في تيرويل أيضًا حكومة رئيس الوزراء خوان نيغرين في سعيها للاستيلاء على صناعات كاتالونيا من عمالها. أخيرًا، علمت المخابرات الجمهورية أن فرانكو يعتزم بدء هجوم كبير ضد مدريد في قطاع غوادالاخارا في 18 ديسمبر، ولذا أراد الجمهوريون إبعاد القوميين عن منطقة مدريد. لذلك بدأت الجمهورية المعركة في 15 ديسمبر.

### التضاريس
كان عدد سكان تيرويل في جنوب أراغون 20000 نسمة وكانت العاصمة النائية لمقاطعة تعتبر فقيرة، وبسبب ارتفاعها في الجبال (3050 قدمًا، 930 مترًا)، عادةً ما يكون لديها أدنى درجة حرارة سنوية في الشتاء في إسبانيا. كانت المدينة عبارة عن قلعة طبيعية محاطة بأسوار وجبال تقع على هضبة عالية فوق ملتقى نهري توريا وألفامبرا، ومحاطة بنباتات جيولوجية من الوديان. غرب المدينة، يمتد طريق كالاتايود السريع منحدرًا بشكل طفيف إلى سهل مسطح حول قرية كونكود، على بعد نحو 3 ميل (5 كم). كان الموقع الرئيسي هو التلال إلى الغرب من المدينة المعروفة باسم لا مويلا دي تيرويل (أسنان تيرويل). تحسن موقع تيرويل الدفاعي كثيرًا من خلال الخنادق والأسلاك الشائكة المعدة مسبقًا بسبب موقعها البارز في الأراضي الجمهورية.

## المقاتلين
كان الجيش الجمهوري تحت قيادة خوان هيرنانديز سارافيا، الذي أعاد تنظيم الجيش من الصفر تقريبًا. كان لدى الجمهوريين جيش مكون من 100000 رجل. كان على جيش ليفانتي شن الجزء الرئيسي من الهجوم بدعم من جيش الشرق. أراد سارافيا أن يكون الانقلاب العسكري ضد تيرويل عملية إسبانية بالكامل دون مساعدة دولية. كان من بين قادته القائد الشيوعي الجدير بالثقة والقدير إنريكي ليستير ولذا اختار سارافيا فرقة ليستر لقيادة الهجوم الأول.
كان الكولونيل دومينغو ري دي هاركورت القائد القومي في تيرويل عندما بدأت المعركة. كان للمدينة قوة دفاعية قومية مكونة من نحو 9500 رجل، بعضهم مدنيون. بعد بدء الهجوم، عزز ري داركورت في النهاية من تبقى من المدافعين عنه في حامية للدفاع عن المدينة. تراوح عدد حامية تيرويل القومية بين 2000 و6000 رجل وفقًا لتقديرات مختلفة، من المحتمل أن تكون الأعداد نحو 4000، نصفهم من المدنيين.